# Milówka
Milówka è un comune rurale polacco del distretto di Żywiec, nel voivodato della Slesia.
Ricopre una superficie di 98,33 km² e nel 2004 contava 9 926 abitanti.